# Most Akaši-Kaikjó
Visutý most Akaši-Kaikjó (japonsky: 明石海峡大橋; Akaši Kaikjó Ó-haši) spojuje města Kóbe na ostrově Honšú a Awadži na stejnojmenném ostrově. Je součástí šestiproudé dálnice Kóbe-Awadži-Naruto, která jako jedna ze tří spojuje ostrovy Honšú a Šikoku.
Stavba mostu začala v roce 1988, otevřen byl 5. dubna 1998. Z původních plánů, které počítaly i s železniční tratí, sešlo. Přes most vede pouze dálnice.
S rozpětím hlavního pole 1 991 m je druhým nejdelším visutým mostem na světě. Krajní pole mají rozpětí 960 m. Celková délka mostu je 3 911 m. Rozpětí mezi hlavními pylony mělo být pouze 1 990  m, ale v roce 1995, kdy už byly vztyčeny, došlo k silnému zemětřesení s epicentrem přímo na severu ostrova Awadži (epicentrum asi 2 km od jižního pylonu, síla 7,2 stupně Richterovy stupnice), které napáchalo v okolí velké škody a mimo jiné posunulo pylony zhruba 1 m od sebe. Tento problém se vyřešil prodloužením hlavního pole oproti původnímu plánu právě o tento jeden metr. Celková výška pylonů je 298,3 m; šířka pylonů 46,5 – 35,4 m; šířka mostovky 35,5 m. Nosný kabel (jeden ze dvou) má průměr 1,122 m, je složen z 36 830 drátů a přenáší tah 625 MN.
Most je navržen tak, aby odolal větru o rychlosti 285 km/h a zemětřesení o stupni 8,5 Richterovy stupnice.
Překonává 1 500 m široký průliv Akaši, který je intenzivně využíván lodní dopravou.